# Алофон
Алофо́н (від грец. άλλος — «інший» + φωνή — «звук») — реалізація фонеми, її варіант, зумовлений конкретним фонетичним оточенням. Варіанти фонеми відрізняються один від одного фонетичною ознакою, а не функцією. На відміну від фонеми це не абстрактні поняття, а конкретний мовний звук. Не зважаючи на широкий діапазон алофонів однієї фонеми, носій мови завжди спроможний їх розпізнати.
Основний алофон — такий алофон, властивості якого мінімально залежать від позиції і фонетичного оточення. Основні алофони:
- для голосних — ізольоване вимовлення;
- для твердих приголосних — перед наголошеним «а»;
- для м'яких приголосних — перед наголошеним «і».

Поряд з основним алофоном існує сильна позиція звука. Сильна позиція — це позиція, в якій можлива максимальна кількість фонем даного типу. Для голосних сильною позицією є положення під наголосом, для приголосних — перед голосним непереднього ряду, а в деяких мовах на окремі сонорні може падати наголос.
Розрізняються комбінаторні і позиційні алофони.
Комбінаторні алофони — реалізації фонем, пов'язані з певним фонетичним оточенням звуків.
Прикладами можуть служити:
- назалізація (носова вимова);
- лабіалізація (огубленість або неогубленість).

Комбінаторні ознаки можуть поширюватися на декілька складів.
Позиційні алофони — реалізації фонем, пов'язані з їх фонетичною позицією. Під фонетичною позицією прийнято розуміти:
- чи знаходиться звук на абсолютному початку слова (після паузи);
- чи знаходиться звук в абсолютному кінці слова (перед паузою);
- положення звука по відношенню до наголосу.

Є і інше розділення алофонів:
1. Обов'язкові (реалізуються відповідно до норм мови).
2. Факультативні варіанти (наприклад, щілинний /ґ/).
3. Індивідуальні алофони (наприклад, помилки у вимові).
Дистрибуція фонеми — це сукупність всіх можливих алофонів даної фонеми. Алофони однієї фонеми знаходяться в стосунках додаткової дистрибуції.
Два різних алофони однієї фонеми не можуть існувати в одній позиції.